# 초과
초과(한자: 草果)는 란샹기아따사오코(Lanxangia tsaoko) 또는 아모뭄따사오코(Amomum tsao-ko) 또는 블랙카다멈(black cardamom)으로도 알려진 생강과 비슷한 식물이다. 베트남 북부 고원과 윈난성의 높은 고도에서 자란다. 야생 식물과 재배 식물은 모두 약용으로 사용되며 요리에도 사용된다. 말린 열매는 톡 쏘는 생강 냄새가 난다.

## 분포
동남아시아에 분포한다. 중국 윈난 및 라오스가 원산지이며, 베트남에서 재배된다.

## 특징
가지와 비슷한 크기의 열매가 열리며, 굵은 씨가 들어 있다. 껍질은 검고 두꺼우며 신맛이 난다.

## 쓰임
씨가 약재로 쓰인다. 제호탕의 재료이기도 하다.

## 같이 보기
- 카다멈
- 향두구